# 國安正昭
國安 正昭（くにやす まさあき、1938年1月27日 - ）は、日本の外交官、著作家。

## 経歴
山口県生まれ。山口県立安下庄高等学校卒業。1961年9月、東京大学在学中外務公務員採用I種試験に合格、1962年卒業。同年4月、外務省に入省。国際連合代表部、中南米第一課長、中南米第二課長、国際連合局科学課長、経済協力局経済協力第一課長、経済局調査官、在ソビエト連邦大使館参事官、在フィリピン大使館公使兼マニラ総領事、大臣官房外務参事官、同審議官、東京都外務長等を歴任した。
1992年-1994年、駐スリランカ特命全権大使。1995年-1998年、駐ポルトガル特命全権大使。1998年-2001年、駐ヴェネズエラ特命全権大使。2001年8月、外務省を退官。
1985年8月、山口俊一の筆名で『ソ連とのつきあい方 : つきあわざるを得ない国』（善本社）を出版。マニラ在勤中起こった1986年2月のエドゥサ革命について、山口純の筆名で『裸足の革命』（日本地域社会研究所、1986年12月）を著し、1996年5月、改訂改題『フィリピン市民革命の真相 ピープル・パワーの勝利』を刊行。
2009年8月、第45回衆議院議員総選挙に自由民主党から立候補。比例東京ブロック名簿順位28人中26位で、落選した。
現在、株式会社富士通顧問、株式会社ウッドマン顧問、株式会社グローブマネージメント顧問、株式会社西洋館センター顧問、富岡八幡宮特別顧問、特定非営利活動法人日本高齢・退職者福祉推進協会理事、公益財団法人放射線影響研究所評議員、財団法人防長教育会評議員長代行、財団法人防長倶楽部理事、社団法人海外環境協力センター理事、医療NPOイーマ会長、社団法人日本躾の会理事、株式会社ピーエムシー顧問。